# إدموند يانكوفسكي
إدموند برنارد يانكوفسكي (بالبولندية: Edmund Bernard Jankowski)‏ هو مجدف بولندي، ولد في 28 أغسطس 1903 في Wrocki ‏ في بولندا، وتوفي في 1 نوفمبر 1939 في Fordon, Bydgoszcz ‏ في بولندا.

## وصلات خارجية
- إدموند يانكوفسكي على موقع الاتحاد الدولي للتجديف (الإنجليزية)
- إدموند يانكوفسكي على موقع اللجنة الأولمبية الدولية (الإنجليزية)
- إدموند يانكوفسكي على موقع أوليمبيديا (الإنجليزية)
- إدموند يانكوفسكي على موقع اللجنة الأولمبية البولندية (مؤرشف) (البولندية)